# 71-628

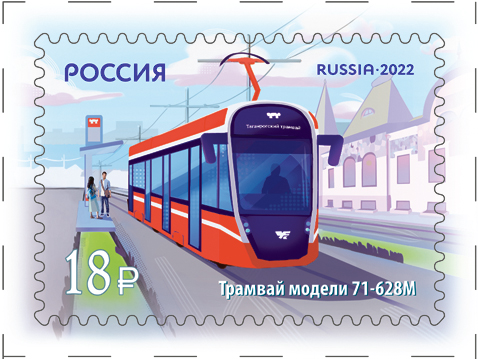
Поштова марка 2022 рік

КТМ-28 (71-628 відповідно до Єдиної нумерації вагонів) — пасажирський моторний чотириосний чотиридверний односторонній трамвайний вагон з повністю низьким рівнем підлоги. Вироблено на Усть-Катавському вагонобудівному заводі.

## Історія створення

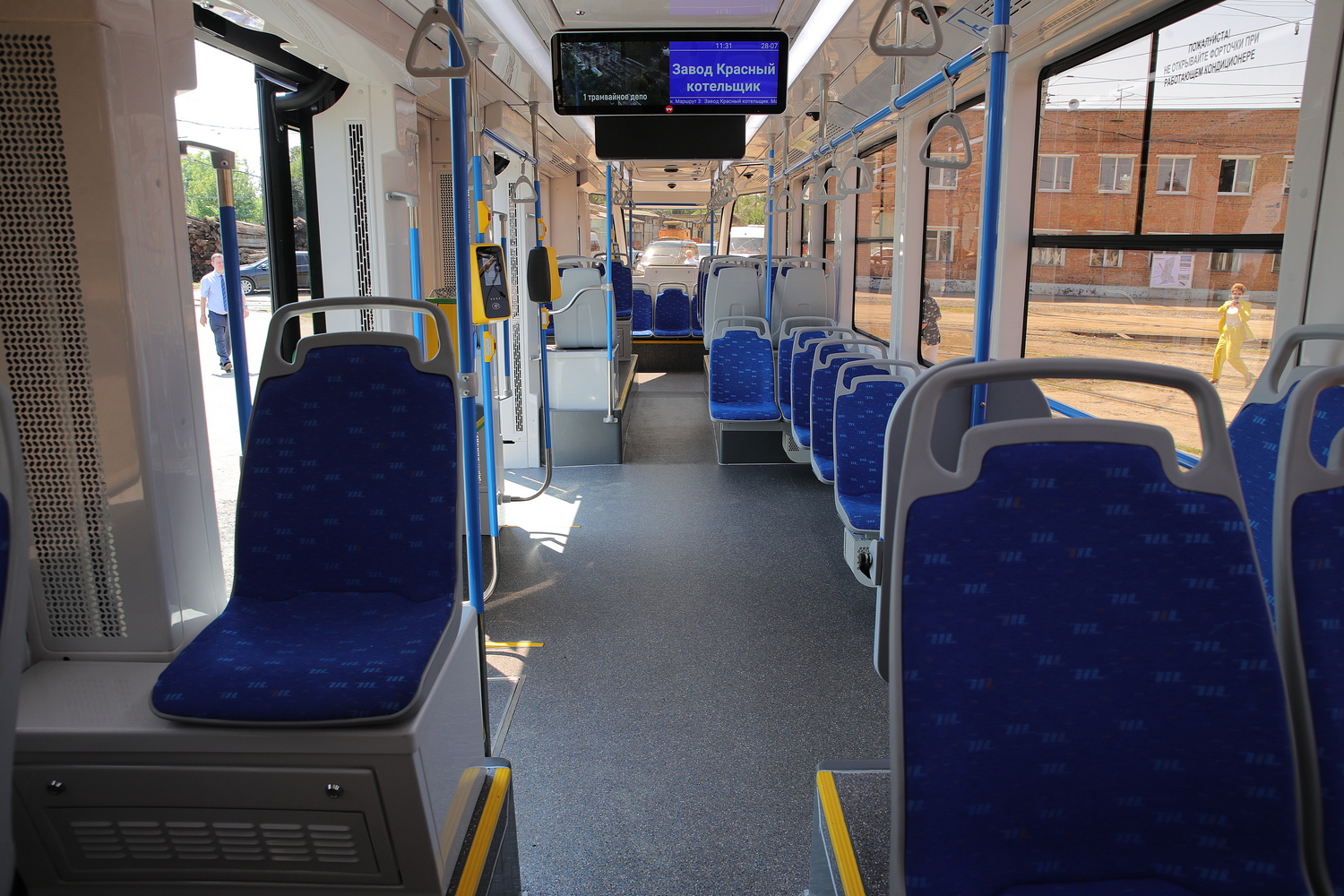
Інтер'єр трамвайного вагону

У вересні 2013 року Усть-Катавський вагонобудівний завод був близьким до випуску нової моделі трамвая 71-625, повністю низькопідлогового по всій довжині вагона. Однак права на інноваційний візок належали торговому дому УКВЗ, з яким сам завод розірвав стосунки. В результаті ця розробка була продовжена ПК Транспортні системи; новий вагон, запущений у виробництво 2014 року цією компанією, отримав найменування 71-911.
Усть-Катавський вагонобудівний завод, своєю чергою, відстав у розробці повністю низькопідлогового вагона. Лише у вересні 2020 року завод опублікував рендери нового низькопідлогового вагона 71-628.
У травні 2021 року було підписано концесійну угоду з холдингом «Сінара» про реконструкцію трамвайного руху в Таганрозі. Для оновленої мережі у 2021—2022 роках УКВЗ поставив 41 вагон 71-628.
Іншу модифікацію, що отримала позначення 71-628М, «Сінара» у 2021 році планувала поставити для Москви у кількості 90 вагонів. Однак у листопаді за ініціативою московської сторони контракт був розірваний через зрив постачань. Москва розірвала контракт на поставку трамваїв. В результаті 10 вагонів, виробництво яких розпочав УКВЗ (у тому числі один, який встиг побувати на випробуваннях у Москві), також опинилися в Таганрозі.
Третій варіант цієї моделі трамвая, що мав у заводській документації позначення 71-628-01, був розроблений для поставок в Челябінський трамвай Челябінськ. Перші вагони з партії у 30 штук надійшли до міста влітку 2022 року, до кінця року постачання було завершено. На 2023 рік заплановано постачання ще 74 вагонів.

## Модифікації
| Модифікація | Фото | Роки випуску | Кількість побудованих екземплярів | Експлуатація | Особливості                                      |
| ----------- | ---- | ------------ | --------------------------------- | ------------ | ------------------------------------------------ |
| 71-628      |      | 2021, 2022   | 41                                | Таганрог     |                                                  |
| 71-628М     |      | 2021, 2022   | 10                                | Таганрог     |                                                  |
| 71-628-01   |      | 2022, 2023   | 71                                | Челябінськ   | Індивідуальна уніфікована (передня, задня) маска |
| 71-628-02   |      | 2023         | 4                                 | Липецьк      |                                                  |

| Рік  | 71-628              | 71-628            | 71-628М     | 71-628М           | 71-628-01     | 71-628-01         | Підсумок          | Підсумок |
| Рік  | Зав. номери         | Кількість вагонів | Зав. номери | Кількість вагонів | Зав. номери   | Кількість вагонів | Кількість вагонів |          |
| ---- | ------------------- | ----------------- | ----------- | ----------------- | ------------- | ----------------- | ----------------- | -------- |
| 2021 | 00001, 001, 003—011 | 11                | 002         | 1                 | -             | -                 | 12                |          |
| 2022 | 12-28, 30-36, 38-43 | 29                | 3-11        | 9                 | 29, 37, 44-71 | 30                | 69                |          |
| 2023 | -                   | -                 | -           | -                 | 72-113        | 41                | 41                |          |

## Світлини

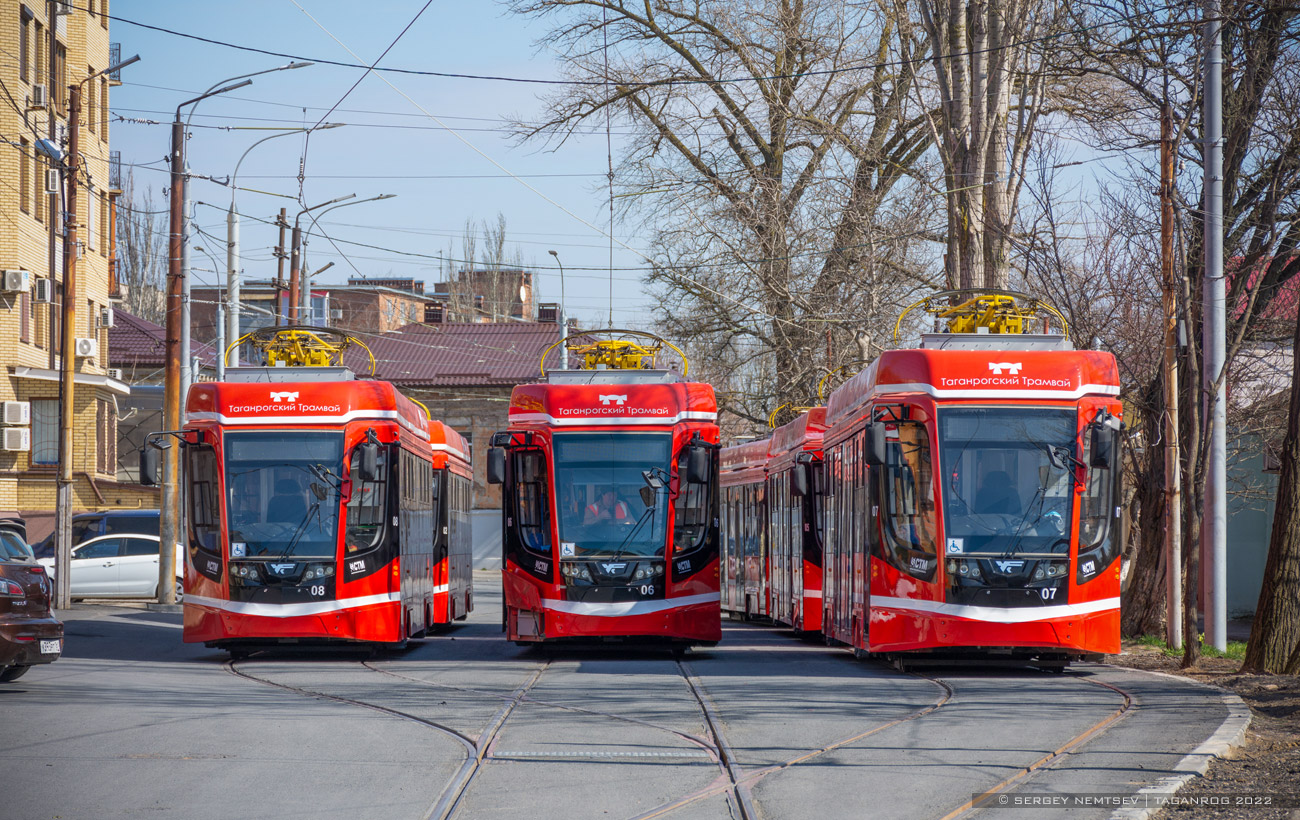
71-628 в Таганрозі
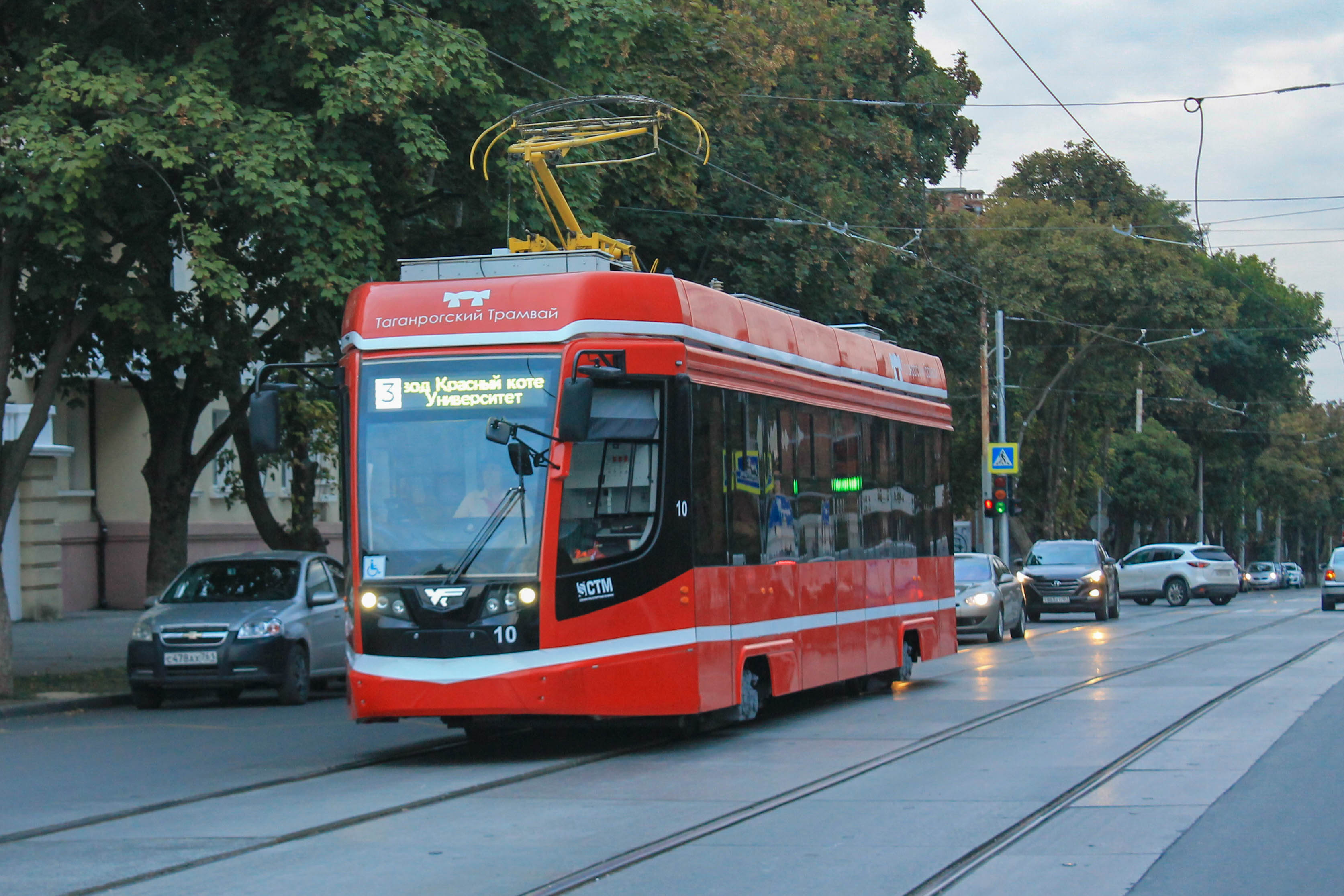
71-628 в Таганрозі
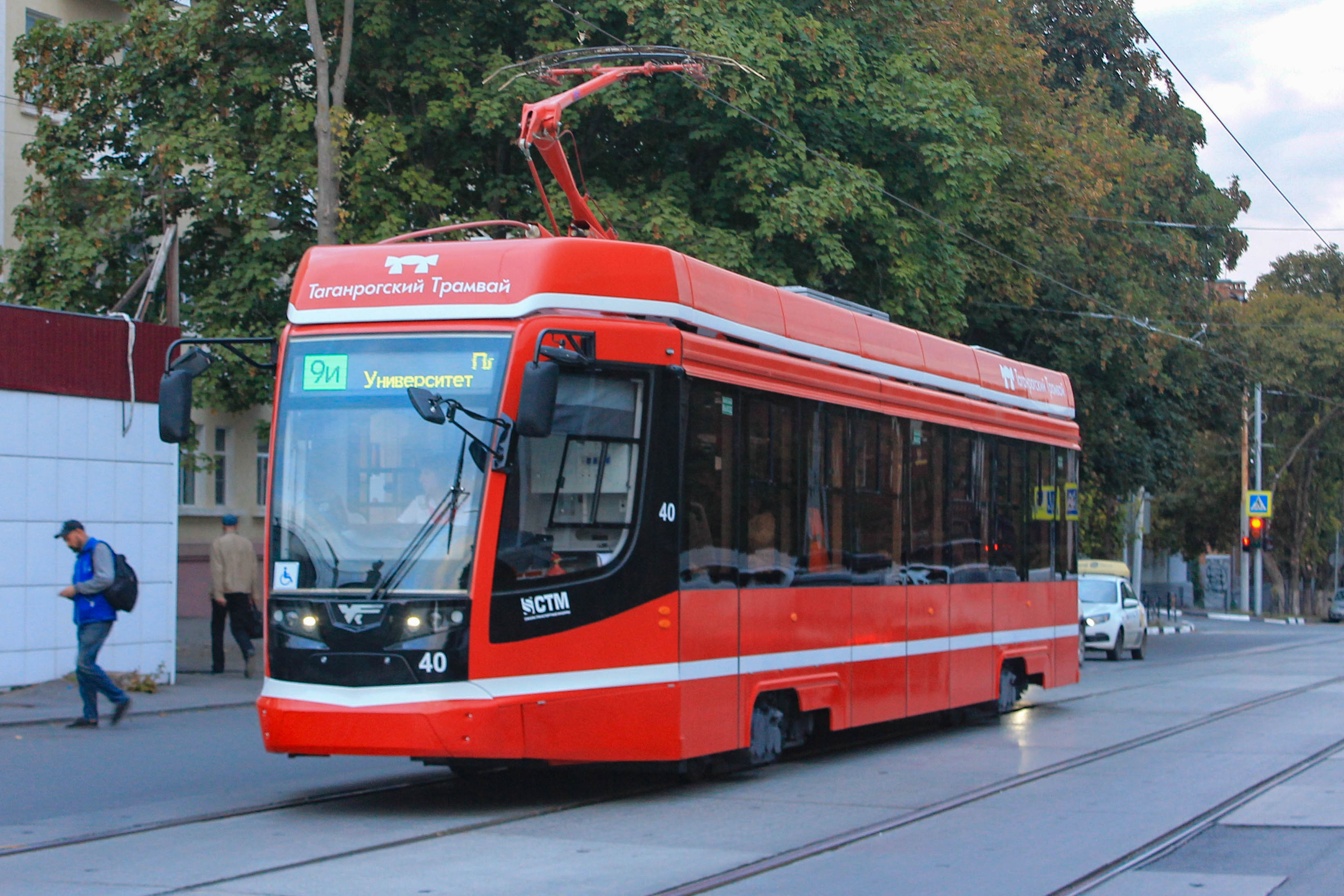
71-628 в Таганрозі
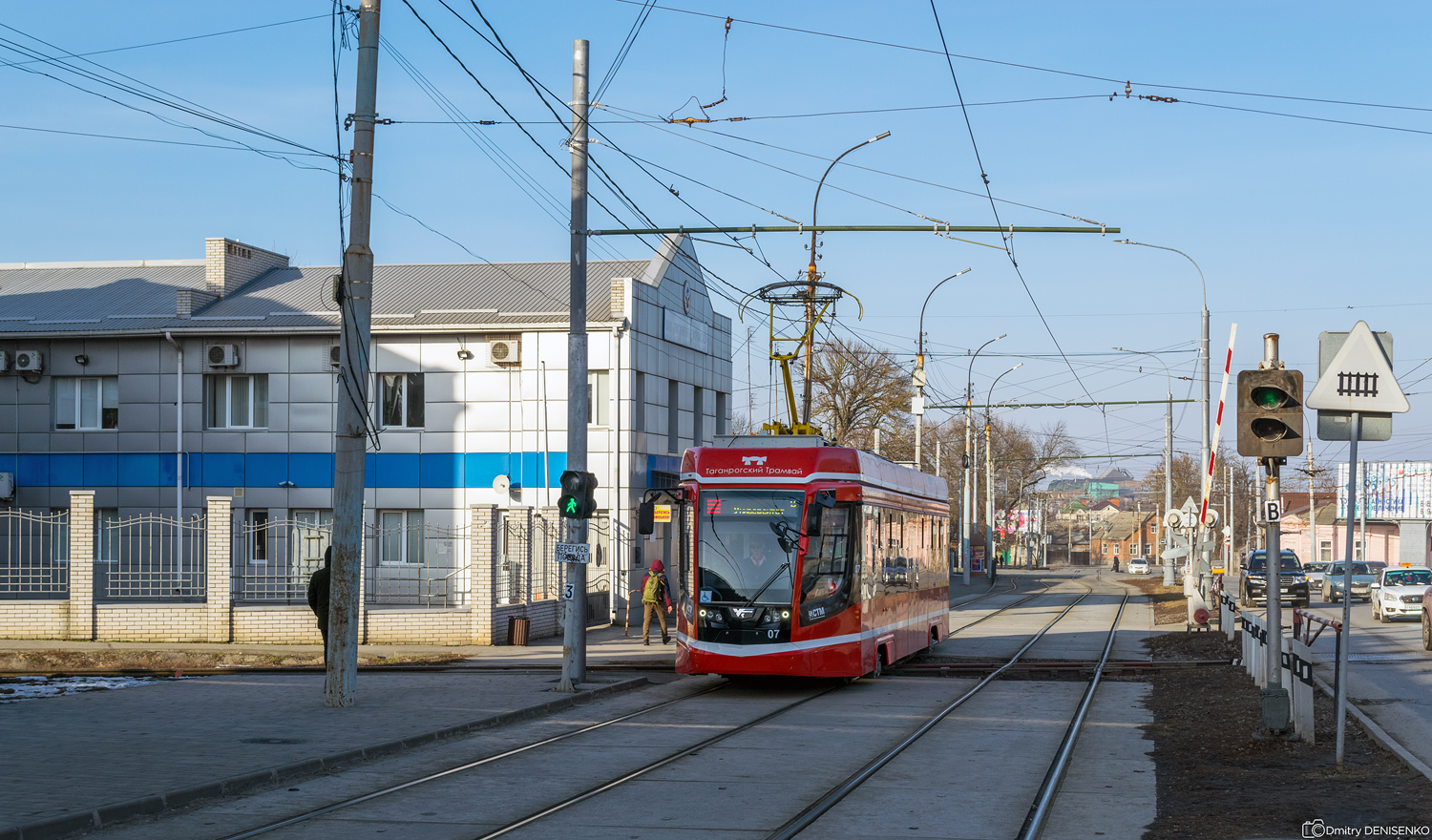
71-628 в Таганрозі
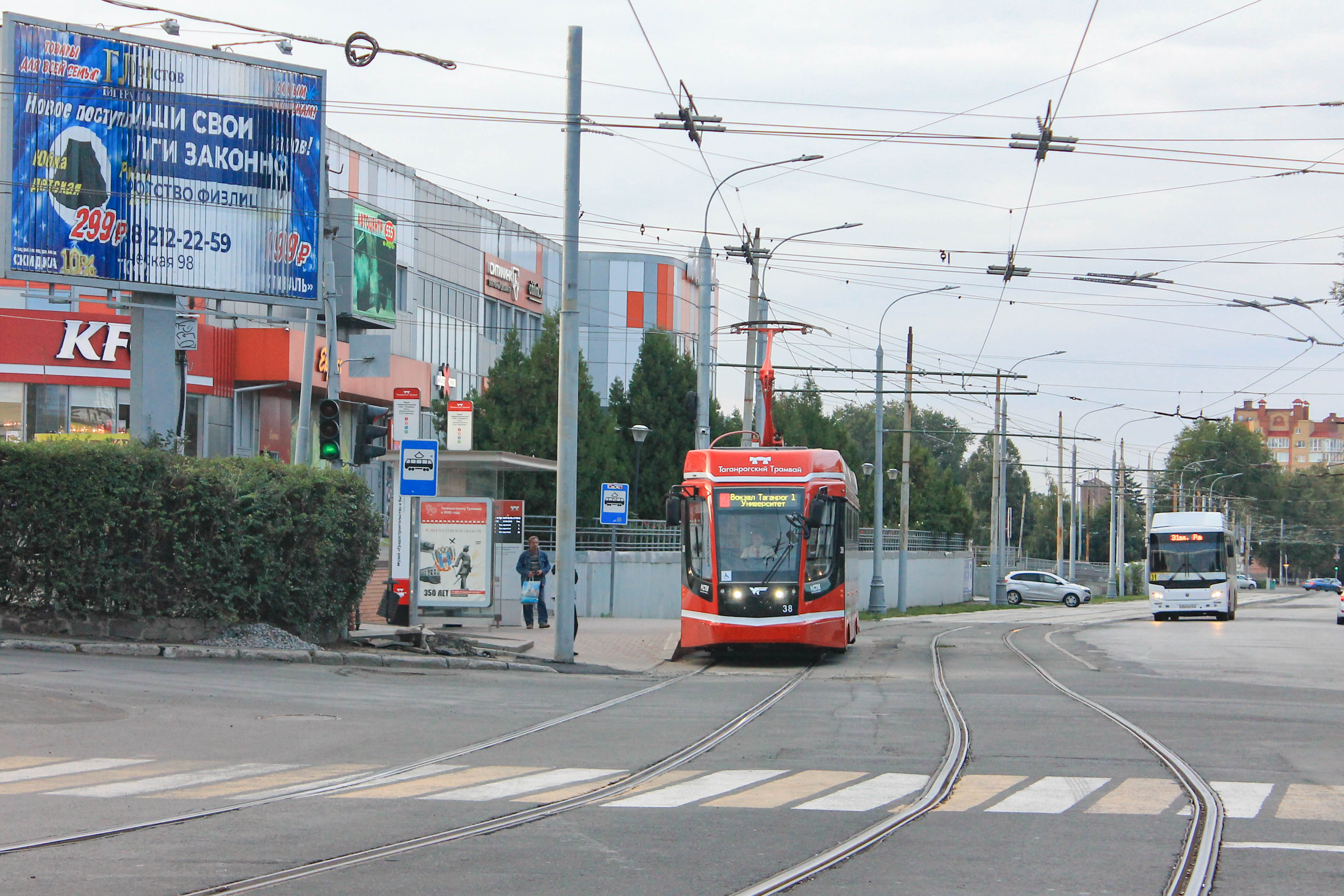
71-628 в Таганрозі
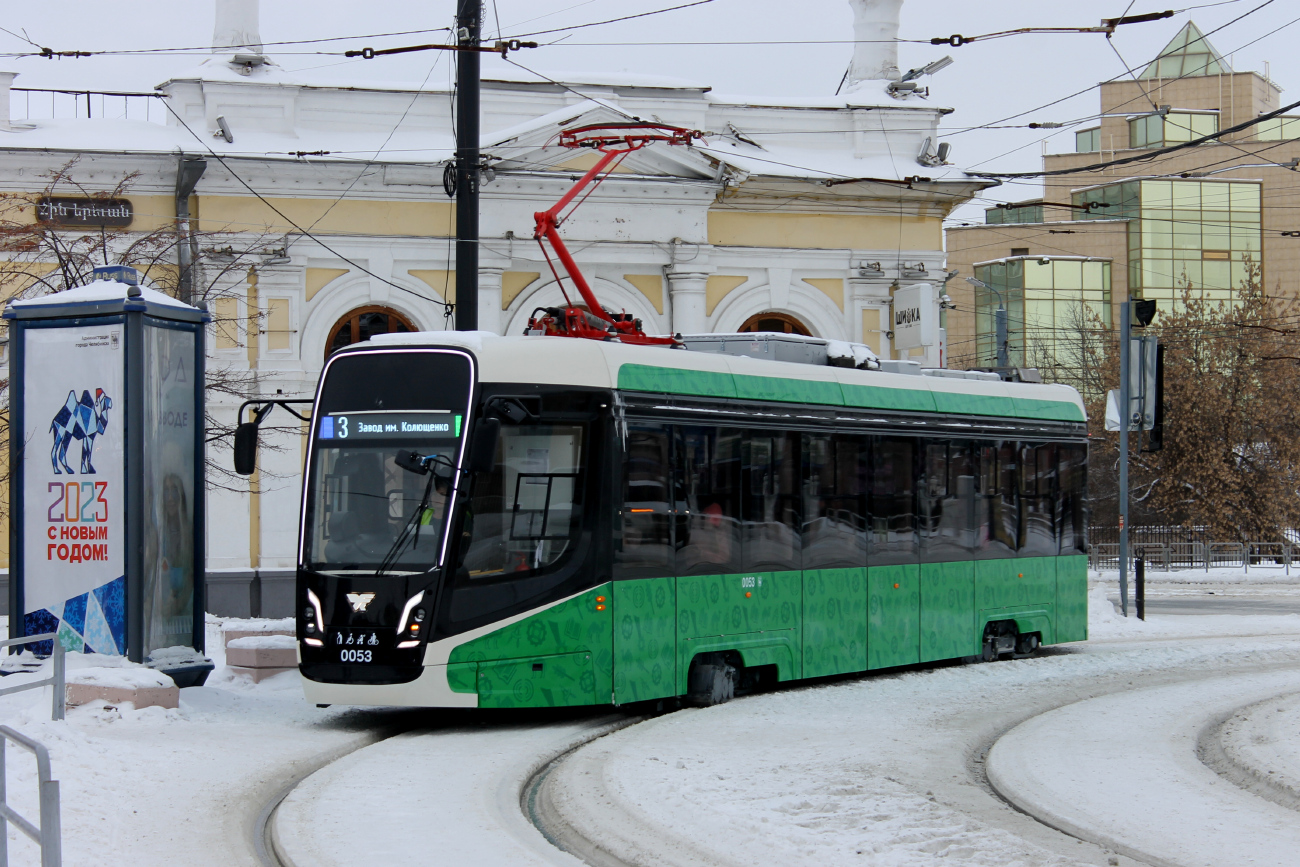
71-628-01 в Челябінську
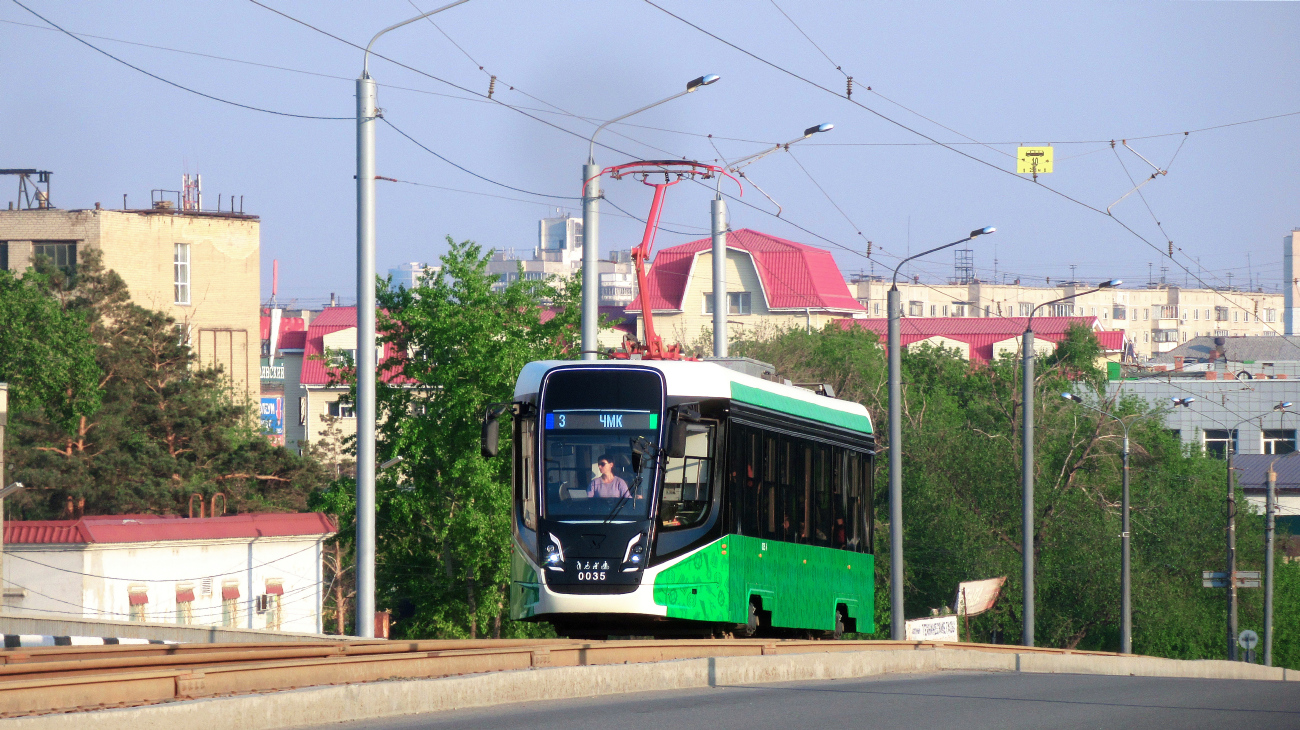
71-628-01 в Челябінську
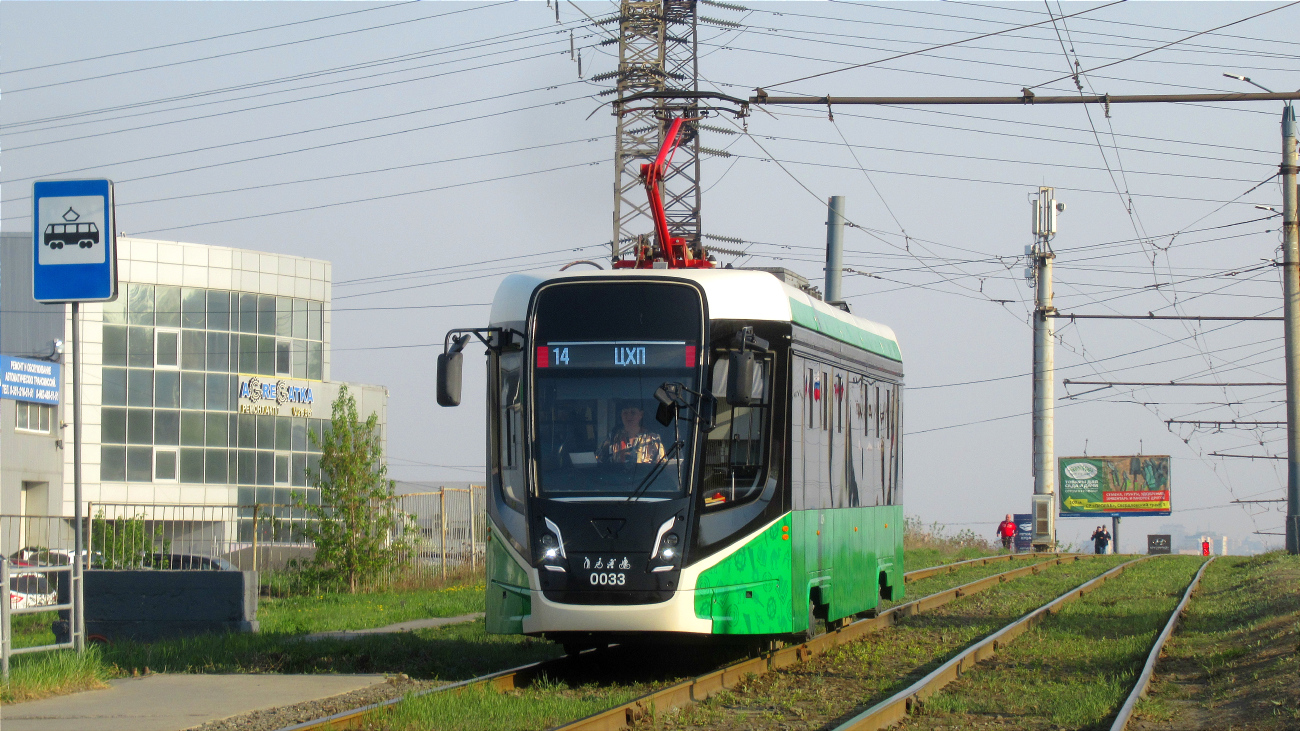
71-628-01 в Челябінську
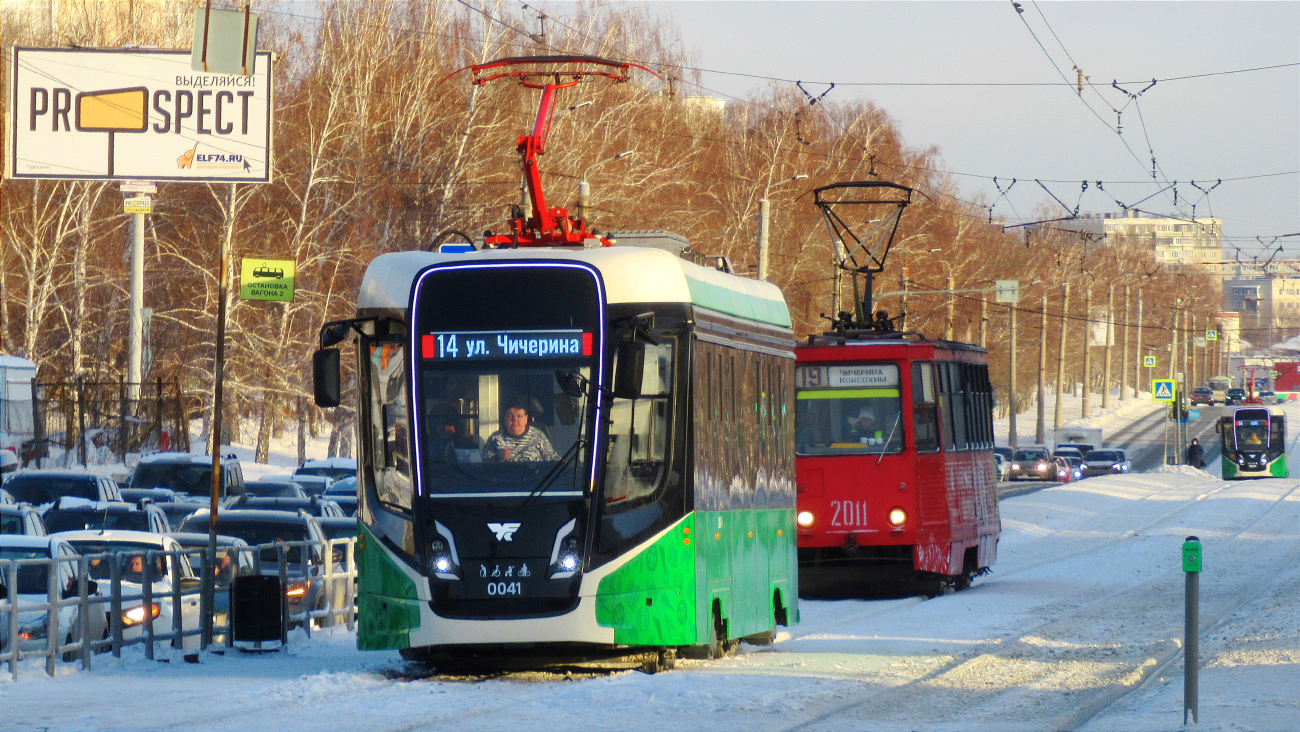
71-628-01 в Челябінську
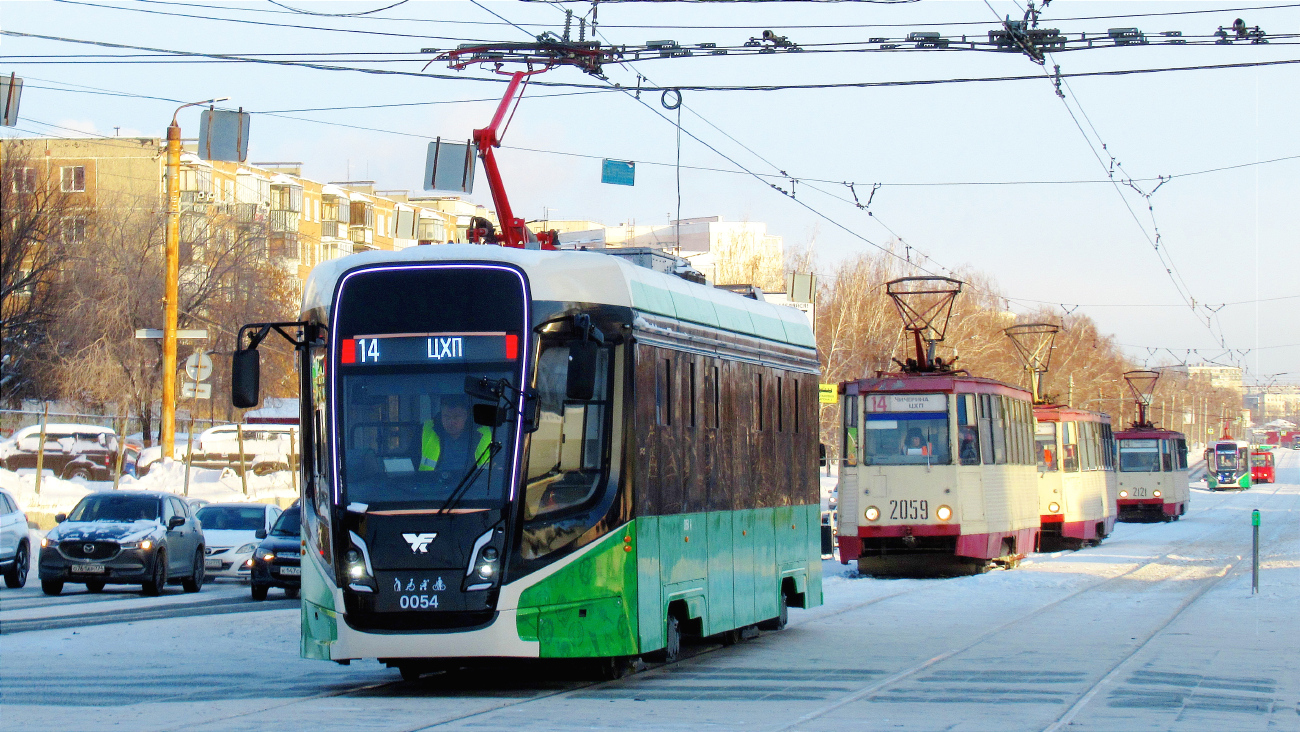
71-628-01 в Челябінську